# Antonio Manuel Ruiz Fernández
Antonio Manuel Ruiz Fernández (Xerès de la Frontera 20 de febrer de 1977), més conegut com a Romerito, és un exfutbolista andalús que ocupava la posició de migcampista. Posteriorment ha fet d'entrenador de futbol.

## Trajectòria
Va començar a jugar amb el Xerez CD la temporada 1997-98. Posteriorment el 1999 va destacar al filial del RCD Mallorca. A la campanya 99/00 debuta amb els mallorquins a primera divisió, en la qual hi jugaria tres partits i hi marcaria un gol. Va ser el 17 de gener de 2000 quan va debutar a primera divisió amb el primer equip del RCD Mallorca de la mà de Fernando Vázquez i fins i tot va marcar un gol a l'Estadi Santiago Bernabéu davant del Reial Madrid CF.
A partir d'ací, la seua carrera prossegueix per equips més modestos, tot disputant la Segona Divisió a la temporada 01/02 amb el Recreativo de Huelva.
Va militar també a l'Hèrcules CF, CF Extremadura, SD Compostela, Écija Balompié, CD Linares, Águilas CF, Deportivo Alavés, Lucena CF, Real Balompédica Linense i Atlético Sanluqueño Club de Fútbol.
L'1 de juny de 2016, va anunciar la seva retirada als 39 anys a les files del Xerez DFC.

### Com a entrenador
L'estiu del 2016, després de finalitzar la seva dilatada trajectòria com a futbolista a les files del Xerez DFC, Romerito va iniciar el seu camí com a entrenador a les files del conjunt de Jerez i va ser responsable de l'equip de la Lliga Nacional Juvenil.
La temporada 2017-18, va signar com a entrenador del CD Rota, amb el qual va aconseguir una agònica permanència a la Divisió d'Honor Andalusa.
La temporada 2018-19, aconseguiria ascendir el CD Rota a la Tercera Divisió d'Espanya.
La temporada 2019-20, després de començar la temporada amb conjunt roteny a la Tercera Divisió d'Espanya, el 10 de març de 2020 va signar per l'Atlético Sanluqueño Club de Fútbol de la Segona Divisió B que estava en llocs de descens en la classificació.
A causa de la crisi sanitària provocada pel coronavirus li va impedir debutar a la Segona Divisió B com a entrenador de l'Atlético Sanluqueño, en donar-se la lliga regular per finalitzada.
Per a la temporada 2020-21, la directiva de l'Atlético Sanluqueño va decidir mantenir-lo en el càrrec d'entrenador, i va assolir l'ascens a la primera divisió RFEF.
El 7 d'abril de 2021, seria destituït com a entrenador del Atlético Sanluqueño per "discrepàncies amb la junta directiva", sent substituït per Pedro Buenaventura Ugía.
El 20 de maig de 2021, signa com a entrenador de la Real Balompédica Linense de la Primera Divisió RFEF.
El 8 de febrer de 2023, signa com a nou entrenador al Xerez DFC de la Segona Divisió RFEF, aquesta vegada com a màxim responsable del primer equip.
El 16 d'abril de 2024, signa pel Linares Deportivo de la Primera Divisió RFEF.